# Meda Valentová
Meda Valentová, rozená Marie Valentová (24. května 1898 Smíchov – 12. prosince 1973 Praha) byla česká herečka a překladatelka.

## Život
Pocházela z rodiny státního úředníka Karla Valenty a jeho ženy Miloslavy rozené Růžičkové. S divadlem začínala jako elévka v činohře Nového německého divadla v Praze v roce 1917. V letech 1919–1921 vystupovala v kabaretu Červená sedma pod uměleckým jménem Meda Andresová. Následně působila v divadlech v Olomouci (1921–1922), Ostravě (1922–1924) a v menších pražských divadlech a varieté. Od roku 1930 příležitostně hostovala v Divadle na Vinohradech, od roku 1936 zde působila jako stálý host.
Vystupovala především na scéně Komorního divadla. Po nástupu nového ředitele Divadla na Vinohradech Dr. Bedřicha Jahna v roce 1935 a v souvislosti s jeho úsilím o umělecké zkvalitnění repertoáru Komorního divadla, jí byla smlouva o pohostinských hrách omezena na čtyři role do roka, přičemž stejnou smlouvu obdržela i Anna Sedláčková. Valentová požádala tedy o přijetí za řádného člena stálého souboru s tím, že chce hrát starší role. Tyto však byly obsazovány především osvědčenými herečkami Marií Ptákovou, Martou Májovou a Růženou Šlemrovou, takže stálé angažmá nezískala a další uměleckou účast odmítla. Angažmá získala až po odchodu ředitele Jahna v roce 1940 a v Divadle na Vinohradech pak působila do roku 1945.
Po válce vystupovala na scénách Divadla v Karlíně (1945–1946), Divadla Voskovce a Wericha (1946–1948), od roku 1948 působila v Divadle státního filmu a v letech 1951–1959 v Divadle Na Fidlovačce.
Byla především herečkou konverzačních her, jejíž herecký projev byl silně ovlivněn operetními konvencemi.
Překládala rovněž divadelní hry z ruštiny, uváděné pak např. na scéně Divadla československé armády, resp. Vinohradského divadla.
Jejím prvním manželem byl od roku 1919 ředitel divadla Rokoko Mirko Andres (Vladimír Andres nar. 1887). Manželství bylo v roce 1923 rozvedeno. Podruhé byla provdána od roku 1926 za Karla Černého (1895), avšak i toto manželství skončilo rozvodem. Po třetí se vdala v roce 1944 za Miloslava Václavíka (1913).

## Citát

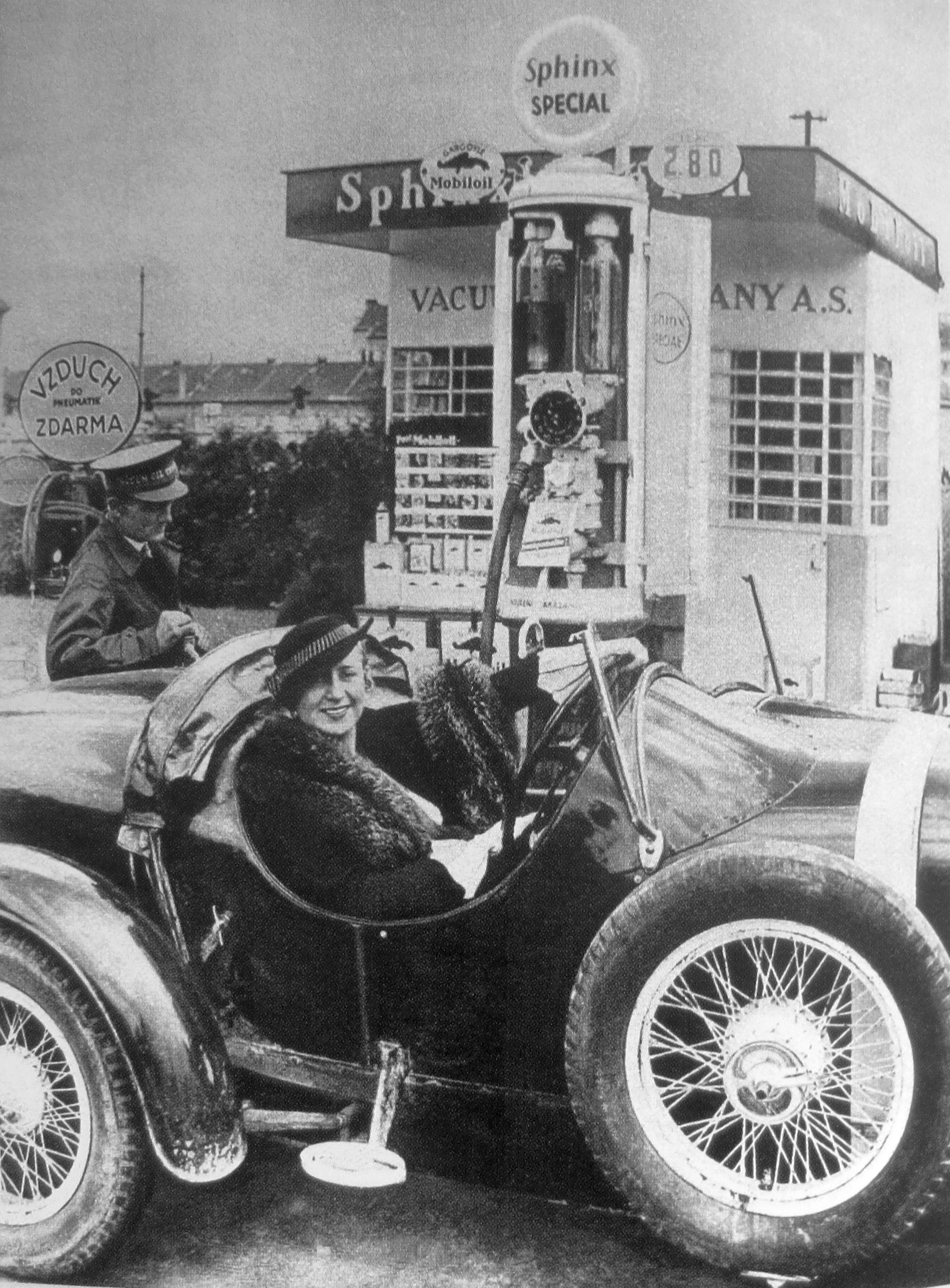
Walter P-III SuperSport a Meda Valentová

| „              | Byla to půvabná, křehká blondýnka líbivého zjevu, inteligentní a vkusná, takže mohla být nadějí Sedmy. Později jako Meda Valentová prošla mnoho pražských divadel, zejména Vinohradské. | “ |
| — Jiří Červený | |   |

## Divadelní role, výběr
- 1930 Robert Spitzer: Zamilovaná Američanka, titul. role (j. h.), Komorní divadlo, režie Gabriel Hart
- 1930 Paul Armont, Marcel Gerbidon: Dobrodružství paní Ireny, titul.role (j. h.), Komorní divadlo, režie Jan Bor
- 1931 G. Forzano: Madonna Oretta, titul.role (j. h.), Komorní divadlo, režie Bohuš Stejskal
- 1931 Victorien Sardou, Émile Moreau: Madame Sans-Gene, Kateřina (j. h.), Divadlo na Vinohradech, režie Bohuš Stejskal
- 1931 G. B. Shaw: Pygmalion, Liza (j. h.), Komorní divadlo, režie Jan Bor
- 1932 Oskar Nedbal: Polská krev, Helena (j. h.), Divadlo na Vinohradech, režie Jan Bor
- 1932 František Langer: Velbloud uchem jehly, Zuzka (j. h.), Komorní divadlo, režie Jan Bor
- 1944 F. X. Svoboda: Čekanky, Divadlo J.K.Tyla, režie Karel Jernek
- 1944 H. Sudermann: Boj motýlů, titul. role, Komorní divadlo
- 1950 Gabriela Zapolská: Morálka paní Dulské, titul. role, Divadlo státního filmu
- 1956 Julian Tuwim: Vojín královny Madagaskaru, Ručkovská, Divadlo Na Fidlovačce, režie F. Paul j. h.
- 1958 Paul Lincke: Paní Luna, bytná Matylda Smetáková, Divadlo Na Fidlovačce, režie Fritz Steiner

## Filmografie, výběr
- 1925 Jedenácté přikázání, Ema Králíčková, režie Václav Kubásek
- 1931 To neznáte Hadimršku, Mici Angora-herečka, režie Karel Lamač a Martin Frič
- 1940 Baron Prášil, Prášilová, režie Martin Frič
- 1941 Rukavička, Houdková, režie J. A. Holman
- 1942 Valentin Dobrotivý, majitelka módního salonu, režie Martin Frič
- 1944 Neviděli jste Bobíka?, Hyacinta Horáková, režie Vladimír Slavínský
- 1945 Řeka čaruje, Šupitová, režie Václav Krška
- 1947 Poslední mohykán, Kohoutová, režie Vladimír Slavínský
- 1952 Anna Proletářka, Prokopcová, režie Karel Steklý
- 1954 Cirkus bude, svatebčanka, režie Oldřich Lipský
- 1971 Dívka na koštěti, babička Bláhová, režie Václav Vorlíček

## Překlady, výběr
- Alexander Fadějev: Mladá garda
- Alexander Nikolajevič Ostrovskij: Horoucí srdce
- Konstantin Paustovskij: Puškin